# Vervoeropbrengst
Onder vervoeropbrengst in het stads- en streekvervoer worden alle inkomsten uit verkoop van nationale vervoerbewijzen, waaronder strippenkaarten en abonnementen verstaan.
Deze inkomsten worden verdeeld onder de vervoerders met een bepaalde verdeelsleutel, die tot stand komt dankzij het WROOV-onderzoek. De vervoeropbrengst wordt om deze reden ook weleens WROOV-opbrengst genoemd. Deze opbrengsten worden ook gebruikt om te berekenen hoeveel Rijksbijdrage voor dat gebied wordt ontvangen.